# Marieke-Klasse
Die Marieke-Klasse ist eine Serie von mindestens fünf Hopperbaggern, die von IHC Merwede in Kinderdijk gebaut worden sind.

## Beschreibung
Die Schiffe haben drei Hauptmaschinen des Typs Wärtsilä-6L26, die unterschiedlich eingesetzt werden können. Beim Einsatz des Schleppkopfes sorgen zwei Motoren für den Antrieb und der dritte Motor betreibt die Saugpumpe. Beim Entladen im Regenbogen-Verfahren oder über einen Düker zu einem Spülfeld werden zwei Motoren für die Pumpen eingesetzt und der dritte Motor steht für die Positionierung zur Verfügung. Der Maschinenraum ist im Achterschiff angeordnet.
Der Laderaum hat ein Fassungsvermögen von 5600 m³. Er wird über ein Saugrohr, das bis zu einer Wassertiefe von 33 m eingesetzt werden kann, befüllt. Entladen wird entweder über Bodenluken oder die bereits erwähnten Pumpen. 
Im leeren Zustand haben die Schiffe einen Tiefgang von 3,9 m und beladen von 7,1 Metern.

## Schiffe
Folgende Schiffe dieser Klasse sind bekannt:
| Name      | IMO     | Bau-Nr. | Baujahr | Registerhafen | Betreiber | Beleg(e) |
| --------- | ------- | ------- | ------- | ------------- | --------- | -------- |
| Marieke   | 9360714 | CO1243  | 2006    | Antwerpen     | DEME      | [ 2 ]    |
| Reynaert  | 9360726 | CO1244  | 2007    | Vlissingen    | DEME      | [ 3 ]    |
| Crestway  | 9420332 | CO1250  | 2008    | Limassol      | Boskalis  | [ 4 ]    |
| Shoreway  | 9420344 | CO1251  | 2009    | Limassol      | Boskalis  | [ 5 ]    |
| Artevelde | 9501954 | CO1255  | 2009    | Antwerpen     | DEME      | [ 6 ]    |